# ترکان (بغلان)
ترکان (به لاتین: Torkan) یک منطقهٔ مسکونی در افغانستان است که در ولایت بغلان واقع شده‌است.